# 駐台北越南經濟文化辦事處
駐台北越南經濟文化辦事處（越南语：／）是越南對台灣派駐的駐外機構，實質上代行大使館職務，如公民服務、簽證發放或台越交流等。台灣在越對應機構是駐越南台北經濟文化辦事處。